# پرویز فیروزکار
پرویز فیروزکار (۲۰ اردیبهشت ۱۳۲۵ – ۲۸ تیر ۱۴۰۱) دوبلور، صداپیشه و مجری اهل ایران بود. از دوبله‌های برجستهٔ وی می‌توان به جان کوچولو در «رابین هود» و عموی سندباد در «ماجراهای سندباد» اشاره کرد. فیروزکار از سال ۱۳۴۸ وارد حرفه دوبلاژ شد و به دوبله بسیاری از فیلم‌ها و انیمیشن‌های خاطره‌انگیز پرداخت. وی پس از مهاجرت به آمریکا در سال ۱۳۵۹، فعالیت هنری خود را در لس‌آنجلس ادامه داد.
او به بیماری ای‌ال‌اس مبتلا بود و پس از تحمل مدت‌ها بیماری در ۲۸ تیر ۱۴۰۱ در ۷۶ سالگی درگذشت. مراسم تدفین وی در ۱۳ مرداد ۱۴۰۱ انجام شد.